# 3750 Ilizarov
A 3750 Ilizarov (ideiglenes jelöléssel 1982 TD1) a Naprendszer kisbolygóövében található aszteroida. Ljudmila Georgijevna Karacskina fedezte fel 1982. október 14-én.